# 约安娜·库利格
约安娜·库利格（波蘭語：Joanna Kulig，1982年6月24日—），女，波兰演员。曾获得欧洲电影奖最佳女演员。

## 外部連結
- 约安娜·库利格在互联网电影资料库（IMDb）上的資料（英文）